# منطقه اپوریماک
منطقه اپوریماک (به اسپانیایی: Apurímac Region) یک منطقه در پرو است.
مساحت این منطقه ۲۰٬۸۹۵٫۷۹ کیلومتر مربع و جمعیت آن ۴۱۸٬۸۸۲ نفر است.